# Christian Steger
Christian Steger (Brunico, 15 agosto 1967) è un ex skeletonista italiano.

## Biografia
Nato a Brunico, in Alto Adige, nel 1967, gareggiava per la Polisportiva Vipiteno. A 34 anni ha partecipato ai Giochi olimpici di Salt Lake City 2002, arrivando 19º nel singolo maschile, unico azzurro in gara, con il tempo totale di 1'44"40. Nell'occasione lo skeleton tornava alle Olimpiadi dopo un'assenza di 54 anni. Ha inoltre vinto sette medaglie ai campionati italiani: tre d'argento (nel 1996, nel 1999 e nel 2002) e quattro di bronzo (nel 1997, nel 2000, nel 2001 e nel 2002).

## Palmarès

### Campionati italiani
- 7 medaglie:
  - 3 argenti (singolo a Igls 1996; singolo a Igls 1999; singolo a Igls 2002);
  - 4 bronzi (singolo a Igls 1997; singolo a Igls 2000; singolo a Igls 2001; singolo a Igls 2003).